# Mitglieder der Hamburgischen Bürgerschaft von 1859 bis 1919
Diese (unvollständige) Liste nennt Mitglieder der Hamburgischen Bürgerschaft während der Zeit von 1859 bis 1919 (Deutscher Bund und Deutsches Reich).
| Bild                                | Name                                     | Fraktion                | Zeitraum                                   | Anmerkungen                                                                                                |
| ----------------------------------- | ---------------------------------------- | ----------------------- | ------------------------------------------ | --- |
| August Abendroth                    | August Abendroth                         |                         | 1860–1862                                  | |
|                                     | Carl Eduard Abendroth                    |                         | 1859–1871                                  | |
| Max Albrecht                        | Max Albrecht                             | Fraktion der Rechten    | 1910–1919                                  | |
| Siegfried Albrecht                  | Siegfried Albrecht                       |                         | 1859–1879                                  | |
|                                     | Wilhelm Friedrich Ludwig Albrecht        | Fraktion der Linken     | 1886–1895                                  | |
|                                     | Adolph Alexander                         |                         | 1859–1862                                  | |
|                                     | Heinrich Amsinck                         |                         | 1860–1863, 1868, 1882–1883                 | |
|                                     | Johannes Amsinck                         |                         | 1862, 1871–1877                            | |
| Martin Garlieb Amsinck              | Martin Garlieb Amsinck                   |                         | 1877–1886                                  | |
|                                     | Johann Hinrich Angelbeck                 | Fraktion Linkes Zentrum | 1883–1892                                  | |
|                                     | Heinrich Frans Angelo Antoine-Feill      |                         | 1859–1865                                  | Schriftführer 1864, 1865                                                                                   |
|                                     | Christian Arning                         | Fraktion der Rechten    | 1862–1868, 1877–1889                       | |
|                                     | Eduard Averdieck                         |                         | 1859–1865                                  | |
|                                     | Hermann Conrad Baasch                    |                         | 1862–1868                                  | |
|                                     | Heinrich Baass                           | Fraktion der Rechten    | 1880–1889                                  | |
|                                     | Louis Gottreich Wilhelm Bahre            |                         | 1859–1862                                  | |
|                                     | Ferdinand Carl Heinrich Bakof            | Fraktion der Linken     | 1886–1894                                  | |
|                                     | Georg Heinrich Ballheimer                |                         | 1859–1868                                  | |
|                                     | Christoph Anton Balzer                   |                         | 1859–1862, 1865–1871                       | |
|                                     | Carl Theodor Bandmann                    |                         | 1859–1861                                  | |
|                                     | Edward Banks                             | Fraktion der Linken     | 1866–1877                                  | |
|                                     | Jakob Jochim Christian Bargsted          |                         | 1859–1862                                  | |
|                                     | Friedrich Bartels                        | SPD-Fraktion            | 1904–1913                                  | |
|                                     | Hermann Basedow                          |                         | 1907, 1910–1913                            | |
|                                     | Carl Heinrich Martin Bauer               | Fraktion der Linken     | 1874–1877                                  | |
| Hermann Baumeister                  | Hermann Baumeister                       |                         | 1859–1877                                  | Präsident 1863–1865, 1868–1869, 1869–1877                                                                  |
|                                     | August Christian Hinrich Becker          |                         | 1859–1862, 1865–1868                       | |
|                                     | Ludwig Wilhelm Gerhard Becker            |                         | 1859–1868                                  | |
|                                     | Ferdinand Beit                           | Fraktion der Linken     | 1895–1924                                  | Vereinigte Liberale                                                                                        |
|                                     | Salomon Abendana Belmonte                | Fraktion der Rechten    | 1877–1888                                  | |
|                                     | Reinhard Bérard                          |                         | 1907–1913                                  | |
|                                     | Johann Freiherr von Berenberg-Gossler    |                         | 1885–1891                                  | |
|                                     | John von Berenberg-Gossler               | Fraktion der Rechten    | 1904–1908                                  | |
|                                     | Georg Heinrich Berkhan                   |                         | 1859–1861                                  | |
|                                     | Peter Franz Biancone                     |                         | 1859–1863                                  | |
|                                     | Henry Bieber                             |                         | 1859–1882                                  | Bürgerausschuss 1859–1865                                                                                  |
| Johann Dietrich Bieber              | Johann Diedrich Bieber                   |                         | 1859–1862                                  | |
|                                     | Friedrich Wilhelm Conrad Bieling         |                         | 1859                                       | |
|                                     | Delff Billerbeck                         |                         | 1859–1862                                  | |
|                                     | Johann Birner                            | SPD-Fraktion            | 1916–1924                                  | |
|                                     | Johann Heinrich Blecher                  |                         | 1859–1871                                  | |
|                                     | Georg Blume                              | SPD-Fraktion            | 1904–1910, 1913–1921                       | Schriftführer 1915–1921, Bürgerausschuss 1919                                                              |
|                                     | Heinrich Julius Blume                    |                         | 1859–1863                                  | |
| Andreas Blunck                      | Andreas Blunck                           | Fraktion der Linken     | 1904–1919                                  | ab 1906 Vereinigte Liberale                                                                                |
|                                     | Theodor Bock                             |                         | 1871–1877                                  | |
|                                     | Johann Hinrich Bockelmann                |                         | 1859–1865                                  | |
|                                     | Heinrich Edmund Bohlen                   | Fraktion der Rechten    | 1903–1918                                  | |
| Theodor Bömelburg                   | Theodor Bömelburg                        | SPD-Fraktion            | 1904–1907                                  | |
|                                     | Carl Friedrich de Boor                   |                         | 1874–1883                                  | |
|                                     | Rudolph Gottfried Ferdinand Borger       |                         | 1859–1863                                  | |
|                                     | Alexander August Borgnis                 |                         | 1874–1876                                  | |
|                                     | Friedrich August Boye                    |                         | 1859–1862                                  | |
| Carl Braband                        | Carl Braband                             | Fraktion der Rechten    | 1904–1914                                  | ab 1906 Vereinigte Liberale                                                                                |
|                                     | Eduard Brackenhoeft                      | Fraktion der Rechten    | 1898–1910                                  | |
|                                     | Heinrich Anton Rudolph Brandis           |                         | 1859–1865                                  | |
|                                     | Hugo Brandt                              | Fraktion der Rechten    | 1892–1901                                  | |
|                                     | August Friedrich Brödermann              |                         | 1859–1862                                  | |
|                                     | Jürgen Christian Buchheister             |                         | 1859–1865                                  | |
|                                     | Gustav Buek                              |                         | 1859–1865, 1869–1874                       | |
| Johannes Büll                       | Johannes Büll                            | Vereinigte Liberale     | 1910–1924                                  | |
|                                     | Carl Bunzel                              | Fraktion der Linken     | 1904–1924                                  | ab 1906 Vereinigte Liberale                                                                                |
| Johann Heinrich Burchard            | Johann Heinrich Burchard                 |                         | 1884–1885                                  | |
| Wilhelm Burchard-Motz               | Wilhelm Burchard-Motz                    | Fraktion der Rechten    | 1913–1919                                  | ab 1916 NLP                                                                                                |
|                                     | Hermann Wilhelm de la Camp               |                         | 1859–1864                                  | |
|                                     | Theodor de la Camp                       |                         | 1862–1874                                  | Bürgerausschuss 1870–1874                                                                                  |
|                                     | Julius Heinrich Wilhelm Campe            |                         | 1878–1880                                  | |
|                                     | Ferdinand Eduard Carolin                 | Fraktion der Linken     | 1886–1897                                  | |
| Charles Ami de Chapeaurouge         | Charles Ami de Chapeaurouge              | Fraktion der Rechten    | 1864–1867                                  | |
|                                     | Edmund de Chapeaurouge                   |                         | 1859–1860, 1874–1879                       | |
|                                     | Paul de Chapeaurouge                     | NLP                     | 1917–1919                                  | |
|                                     | Max Cohen                                | Fraktion der Linken     | 1902–1918                                  | |
|                                     | Nathan Hermann Cohen                     |                         | 1868–1874                                  | |
|                                     | Carl Cohn                                | Vereinigte Liberale     | 1913–1929                                  | |
|                                     | Richard Cohnheim                         | Fraktion der Rechten    | 1898–1901                                  | |
|                                     | Christoph Adolph Crasemann               |                         | 1859, 1860                                 | |
|                                     | Claes Christian Crasemann                |                         | 1859–1865                                  | |
| Rudolph Crasemann                   | Rudolph Crasemann                        |                         | 1880, 1883–1907                            | |
|                                     | Reinhard Diedrich Cremer                 |                         | 1859–1871, 1878–1884                       | Bürgerausschuss 1862–1871, 1880–1884                                                                       |
| Johann Friedrich August Cropp       | Johann Friedrich August Cropp            |                         | 1859–1862                                  | Schriftführer 1861                                                                                         |
|                                     | Thies Jacob Dageför                      | Fraktion der Linken     | 1883–1918                                  | Schriftführer 1900–1902                                                                                    |
| Theodor Deneke                      | Theodor Deneke                           | Fraktion der Rechten    | 1895–1901                                  | |
|                                     | Theodor Dill                             |                         | 1859–1865                                  | |
| Friedrich Adolf Döhner              | Friedrich Adolf Döhner                   | Fraktion Linkes Zentrum | 1892–1898                                  | |
|                                     | Georg Wilhelm Dückel                     |                         | 1874–1875                                  | |
|                                     | Rudolf Christian Dümmatzen               | Fraktion der Linken     | 1873–1907                                  | |
|                                     | Adolph Nikolaus von Düring               |                         | 1859–1871                                  | |
|                                     | Carl Hermann Eberstein                   |                         | 1859–1869                                  | Bürgerausschuss 1862–1868 Schriftführer 1863–1865                                                          |
|                                     | Carl Eggert                              | Fraktion der Rechten    | 1880–1898                                  | |
|                                     | Johann Friedrich Eduard Ehrhorn          |                         | 1860–1865                                  | |
| Franz Ferdinand Eiffe (1825–1875)   | Franz Ferdinand Eiffe                    |                         | 1860–1862, 1864–1866                       | |
| Franz Ferdinand Eiffe (1860–1941)   | Franz Ferdinand Eiffe                    | Fraktion Linkes Zentrum | 1904–1918                                  | |
|                                     | Christian Johannes Eduard Eissfeldt      | Fraktion Linkes Zentrum | 1868–1873                                  | |
|                                     | George Heinrich Embden                   | Fraktion Linkes Zentrum | 1871–1880                                  | |
| Julius Engel                        | Julius Engel                             | Fraktion der Rechten    | 1887–1913                                  | Präsident 1902–1913                                                                                        |
|                                     | Otto Julius Fahr                         | Fraktion der Rechten    | 1905–1918                                  | ab 1916 NLP                                                                                                |
|                                     | Hermann Eduard Wilhelm Fellmer           |                         | 1860–1864                                  | Schriftführer 1860–1862                                                                                    |
|                                     | David Filby                              |                         | 1859–1879                                  | |
|                                     | Hermann Emil Fischer                     |                         | 1860–1865                                  | |
|                                     | Johann Gustav Fischer                    | Fraktion der Rechten    | 1880–1889                                  | |
|                                     | Heinrich Föhring                         |                         | 1859–1862                                  | |
| Karl Hermann Förster                | Karl Hermann Förster                     | SPD-Fraktion            | 1910–1912                                  | |
|                                     | Gustav Carl Framhein                     | Fraktion der Rechten    | 1905–1919                                  | ab 1918 NLP                                                                                                |
| Otto Heinrich Framhein              | Otto Heinrich Framhein                   |                         | 1864–1867, 1868–1876                       | |
| Cipriano Francisco Gaedechens       | Cipriano Francisco Gaedechens            |                         | 1875–1877, 1880–1892                       | |
|                                     | Johann Gustav Gallois                    |                         | 1859–1861                                  | |
|                                     | Johann Hinrich Garrels                   | Fraktion der Rechten    | 1904–1917                                  | ab 1906 Vereinigte Liberale                                                                                |
|                                     | Jacob Gerkens                            |                         | 1868–1874                                  | |
|                                     | Heinrich Gieschen                        | Fraktion der Linken     | 1874–1896                                  | Bürgerausschuss 1877–1892                                                                                  |
| Friedrich Glitza                    | Friedrich Glitza                         |                         | 1859–1865                                  | |
| Adolph Godeffroy                    | Adolph Godeffroy                         |                         | 1859–1867                                  | |
| Johan Cesar Godeffroy               | Johan Cesar Godeffroy                    |                         | 1859–1864                                  | |
| Johan Cesar Godeffroy               | Johan Cesar Godeffroy                    |                         | 1876–1877                                  | |
|                                     | Julius Goldfeld                          | Fraktion der Linken     | 1910–1919                                  | |
| Ernst Gossler                       | Ernst Gossler                            |                         | 1859–1862                                  | |
|                                     | Ernst Gossler                            |                         | 1877–1879                                  | |
| Wilhelm Gossler                     | Wilhelm Gossler                          |                         | 1863–1868                                  | |
|                                     | Ernst Goverts                            |                         | 1898–1910                                  | |
|                                     | Anastasius Fortunatus Raimondus Grallert |                         | 1859–1865                                  | |
|                                     | Carl Grevsmühl                           | Fraktion der Rechten    | 1913–1931, 1932–1933                       | 1918 NLP, ab 1919 DVP, ab 1932 DStP                                                                        |
|                                     | Heinrich Gries                           | Fraktion Linkes Zentrum | 1865–1871                                  | |
|                                     | Rulemann Carl Edmund Grisson             | Fraktion der Rechten    | 1893–1902                                  | |
| Berthold Grosse                     | Berthold Grosse                          | SPD-Fraktion            | 1907–1919                                  | |
|                                     | Peter Heinrich Wilhelm Großmann          |                         | 1860–1864                                  | |
|                                     | Louis Grünwaldt                          | SPD-Fraktion            | 1904–1919                                  | |
|                                     | August Gutheil                           |                         | 1862–1868                                  | |
| Karl Anton Gutknecht                | Karl Anton Gutknecht                     | Fraktion der Linken     | 1898–1919                                  | |
| Gerhard Hachmann                    | Gerhard Hachmann                         |                         | 1868–1885                                  | Präsident 1877–1885                                                                                        |
|                                     | Max Hagedorn                             | Fraktion der Linken     | 1892–1898                                  | |
| Johannes Halben                     | Johannes Halben                          | Fraktion der Linken     | 1862–1872                                  | |
| Martin Haller                       | Martin Haller                            | Fraktion der Rechten    | 1885–1901                                  | |
|                                     | Gustav Hansen                            | Fraktion der Rechten    | 1889–1901                                  | |
|                                     | Bernhard Hanssen                         |                         | 1880–1886                                  | |
|                                     | Robert Heidmann                          | Fraktion der Rechten    | 1904–1909                                  | |
| Bruno Alfred Hennicke               | Benno Hennicke                           | Fraktion der Rechten    | 1896–1909                                  | |
| Karl Hense                          | Karl Hense                               | SPD-Fraktion            | 1909–1924, 1927–1933                       | |
|                                     | Adolph Ferdinand Hertz                   |                         | 1863–1866                                  | |
| Gustav Ferdinand Hertz              | Gustav Ferdinand Hertz                   |                         | 1859–1877                                  | |
|                                     | Heinrich David Hertz                     |                         | 1860–1862                                  | |
| Hermann Eduard Heubel               | Hermann Eduard Heubel                    | Fraktion Linkes Zentrum | 1895–1907                                  | |
|                                     | Henning Claus Christoffer Heuck          |                         | 1859–1860                                  | |
|                                     | Michael Wilhelm Hillmer                  |                         | 1859–1868                                  | |
|                                     | Marcus Wolf Hinrichsen                   |                         | 1868, 1871–1900                            | |
|                                     | Siegmund Hinrichsen                      | Fraktion Linkes Zentrum | 1871–1902                                  | Präsident 1892–1902                                                                                        |
|                                     | Ferdinand Hinsch                         |                         | 1859–1874                                  | |
|                                     | Johannes Hirsch                          | Fraktion der Linken     | 1910–1919                                  | |
|                                     | Johann A. T. Hoffmann                    |                         | 1859–1873                                  | Präsident 1869                                                                                             |
|                                     | Ludwig Hermann Hoffmann                  |                         | 1859–1865                                  | |
|                                     | Paul Hoffmann                            | SPD-Fraktion            | 1907–1919                                  | |
| Gottfried Holthusen                 | Gottfried Holthusen                      |                         | 1880–1885, 1893–1896                       | |
|                                     | Heinrich Hudtwalcker                     |                         | 1862–1863, 1865–1870, 1872–1874            | Schriftführer 1862, 1863                                                                                   |
|                                     | Gustav Hülsenberg                        |                         | 1859–1865                                  | |
|                                     | Johann Wilhelm Hundeiker                 |                         | 1859–1861                                  | |
|                                     | Julius Hüniken                           |                         | 1868–1872                                  | |
|                                     | Eduard Isaakson                          | Fraktion der Rechten    | 1883–1907                                  | ab 1892 Fraktion der Linken                                                                                |
|                                     | John Israel                              | Fraktion der Rechten    | 1868–1898                                  | |
|                                     | Samuel Israel                            |                         | 1859–1862                                  | |
|                                     | Carl Wilhelm Ludwig Jacob                |                         | 1869–1874                                  | |
|                                     | Ferdinand Jacobson                       |                         | 1859–1862, 1865–1870, 1880–1883            | |
|                                     | Hermann Jacubowsky                       | Fraktion Linkes Zentrum | 1867–1869                                  | |
|                                     | Wilhelm Jantzen                          |                         | 1859–1864                                  | |
| August Jauch                        | August Jauch                             | Fraktion der Rechten    | 1893–1895, 1898–1915                       | |
|                                     | Hermann Günther Jochheim                 |                         | 1859–1862                                  | |
|                                     | Peter Diederich Johannsen                |                         | 1859–1865, 1870–1873                       | |
|                                     | Adolph Johns                             |                         | 1859, 1860                                 | |
| Eduard Johns                        | Eduard Johns                             |                         | 1859–1860                                  | |
|                                     | Rudolph Johns                            |                         | 1861–1863                                  | |
|                                     | Georg Heinrich Kaemmerer                 |                         | 1859–1860, 1863–1865                       | |
|                                     | Georg Ludwig Kaemmerer                   |                         | 1859–1865                                  | |
|                                     | Wilhelm Heinrich Kaemmerer               |                         | 1862, 1868–1898                            | |
|                                     | Alexander Kähler                         | Fraktion der Rechten    | 1871–1888                                  | |
|                                     | Heinrich Philipp Ludwig Kalkmann         |                         | 1861–1865                                  | |
|                                     | Ludwig Friedrich Wilhelm Kaufmann        |                         | 1859–1865                                  | Bürgerausschuss 1862–1865                                                                                  |
|                                     | Robert Kayser                            |                         | 1859–1868, 1871–1877                       | |
|                                     | Alfred Klauhold                          |                         | 1862–1871                                  | 2. Vizepräsident 1867, 1868                                                                                |
|                                     | Friedrich Wilhelm Klöpper                |                         | 1859–1876                                  | Bürgerausschuss 1865–1871, 1872–1876                                                                       |
| Johann Carl Knauth                  | Johann Carl Knauth                       |                         | 1859–1874                                  | |
| Christian Koch                      | Christian Koch                           | Vereinigte Liberale     | 1908–1919                                  | |
|                                     | Carl Ludewig Johannes Königs             |                         | 1859–1865                                  | |
|                                     | Johann Jacob Köpcke                      |                         | 1859–1862, 1865–1871                       | |
|                                     | Carl Johannes Koyemann                   | Fraktion Linkes Zentrum | 1865–1878                                  | |
|                                     | Carl August Kramer                       |                         | 1859–1874, 1880–1886                       | |
|                                     | Emil Krause                              | SPD-Fraktion            | 1907–1919                                  | |
|                                     | Hermann August Krogmann                  |                         | 1864–1865                                  | |
|                                     | Hermann Christian Tobias Krogmann        |                         | 1859–1865                                  | |
|                                     | Otto Wilhelm Krogmann                    | Fraktion der Rechten    | 1913–1919                                  | |
| Ferdinand Kunhardt                  | Georg Ferdinand Kunhardt                 |                         | 1859–1874                                  | Präsident 1865–1867                                                                                        |
|                                     | Otto Wilhelm Kunhardt                    |                         | 1859–1864, 1868–1871                       | |
| Carl Laeisz                         | Carl Laeisz                              |                         | 1862                                       | |
|                                     | Carl Ferdinand Laeisz                    |                         | 1892–1900                                  | |
| Ferdinand Laeisz                    | Ferdinand Laeisz                         |                         | 1859–1887                                  | |
|                                     | Jean Edmond Lafargue                     |                         | 1859–1865                                  | Schriftführer 1864, 1865                                                                                   |
| Wichard Lange                       | Wichard Lange                            |                         | 1859–1865, 1874–1884                       | |
| Friedrich Alfred Lappenberg         | Friedrich Alfred Lappenberg              |                         | 1874–1883                                  | |
| Charles Lavy                        | Charles Lavy                             | Fraktion Linkes Zentrum | 1882–1910                                  | |
|                                     | Jacob Lazarus                            | Fraktion Linkes Zentrum | 1875–1882                                  | |
|                                     | Johannes Christian Eugen Lehmann         |                         | 1859–1862, 1864–1868                       | |
|                                     | Johann Lehrmann                          |                         | 1865–1871                                  | |
|                                     | Johann Friedrich Martin Leiding          |                         | 1866–1871                                  | |
| Friedrich Lesche                    | Friedrich Lesche                         | SPD-Fraktion            | 1910–1919                                  | |
|                                     | Franz Anton Christoph van der Linden     |                         | 1859–1862                                  | |
|                                     | Eduard Lippert                           |                         | 1879–1883                                  | |
|                                     | Ludwig Julius Lippert                    |                         | 1868–1871                                  | |
|                                     | Richard Löhmann                          | Fraktion der Rechten    | 1889–1907                                  | 1. Vizepräsident 1893–1895                                                                                 |
|                                     | Johann Peter Carl Luck                   |                         | 1859–1862                                  | |
| George Henry Lütgens                | George Henry Lütgens                     | Fraktion Linkes Zentrum | 1901–1918                                  | ab 1918 NLP                                                                                                |
|                                     | Nicolaus Heinrich Lütgens                |                         | 1859–1865                                  | |
| Arthur Lutteroth                    | Arthur Lutteroth                         |                         | 1876–1901                                  | |
|                                     | Christian Lutteroth                      | Fraktion der Rechten    | 1880–1895                                  | |
|                                     | Matthias Mahlandt                        |                         | 1859–1865                                  | |
|                                     | Heinrich Christian Friedrich Mählmann    |                         | 1859–1865                                  | |
|                                     | Hermann August Malm                      |                         | 1861–1868                                  | |
|                                     | Friedrich Wilhelm Christian Marburg      |                         | 1859–1865                                  | |
| Wilhelm Marr                        | Wilhelm Marr                             |                         | 1861–1862                                  | |
|                                     | Carl Gustav Jacob Martens                |                         | 1859–1862                                  | |
| Joachim Friedrich Martens           | Joachim Friedrich Martens                |                         | 1859–1877                                  | |
|                                     | Johann Friedrich Martens                 |                         | 1860–1865                                  | |
|                                     | Rudolf Martin                            | Fraktion der Rechten    | 1871–1885                                  | |
| Carl Mathies                        | Carl Mathies                             |                         | 1897–1904                                  | |
|                                     | Walter Matthaei                          | Vereinigte Liberale     | 1910–1919                                  | |
|                                     | Carl Wilhelm Alfred Mauke                |                         | 1860–1862                                  | Schriftführer 1861, 1862                                                                                   |
| Wilhelm Emil Meerwein               | Wilhelm Emil Meerwein                    |                         | 1901–1919                                  | |
|                                     | Otto Meissner                            |                         | 1871–1876                                  | |
|                                     | Carl Ludwig Daniel Meister               |                         | 1859–1862                                  | |
| Emil von Melle                      | Emil von Melle                           |                         | 1863–1867                                  | |
|                                     | Robert Eduard Julius Mestern             | Fraktion der Rechten    | 1874–1892                                  | |
| Arnold Otto Meyer                   | Arnold Otto Meyer                        |                         | 1866–1880                                  | |
|                                     | Friedrich Max Meyer                      |                         | 1861–1864, 1876, 1877, 1880–1883           | |
|                                     | Johann Christian Carsten Meyn            |                         | 1859–1861                                  | |
| Heinrich Alfred Michahelles         | Heinrich Alfred Michahelles              | Fraktion der Rechten    | 1898–1906                                  | |
|                                     | Otto Mittelstaedt                        |                         | 1877–1881                                  | |
|                                     | Max Mittelstein                          | Fraktion der Rechten    | 1901–1919                                  | |
| Ulrich Philipp Moller               | Ulrich Philipp Moller                    | Fraktion der Rechten    | 1880–1899                                  | Schriftführer 1880–1889, 2. Vizepräsident 1893–1895, 1. Vizepräsident 1896–1897, Bürgerausschuss 1892–1899 |
|                                     | Hannibal Moltrecht                       |                         | 1859–1862, 1868–1874                       | |
|                                     | Carl Mönckeberg                          |                         | 1910–1920                                  | |
|                                     | Georg August Carl Mönckeberg             |                         | 1859–1861                                  | |
| Johann Georg Mönckeberg (1839–1908) | Johann Georg Mönckeberg                  | Fraktion der Rechten    | 1871–1876                                  | |
| Otto Wilhelm Mönckeberg             | Otto Wilhelm Mönckeberg                  |                         | 1880–1892                                  | Präsident 1885–1892                                                                                        |
| Rudolf Mönckeberg                   | Rudolf Mönckeberg                        | Fraktion der Rechten    | 1892–1917                                  | |
|                                     | Johannes Mooyer                          |                         | 1867–1871                                  | |
|                                     | Carl Möring                              |                         | 1859–1861                                  | |
|                                     | Rudolf Heinrich Möring                   |                         | 1874–1878                                  | |
|                                     | Friedrich Theodor Müller                 |                         | 1859                                       | |
|                                     | Heinrich August Müller                   |                         | 1873–1876                                  | |
|                                     | Johann August Philipp Multhaupt          |                         | 1859–1865                                  | |
|                                     | Emil Mumssen                             | Fraktion Linkes Zentrum | 1907–1909                                  | |
| Hermann Münchmeyer                  | Hermann Münchmeyer der Ältere            |                         | 1859–1861                                  | |
|                                     | Jürgen Münster                           |                         | 1859–1862                                  | |
|                                     | Georg Ludwig Otto Nanne                  |                         | 1859–1862                                  | |
|                                     | Johann Christoph Friedrich Neßmann       |                         | 1859–1862, 1864–1866                       | Bürgerausschuss 1860–1862                                                                                  |
| Louis Niemeyer                      | Louis Niemeyer                           | Fraktion Linkes Zentrum | 1895–1901                                  | |
|                                     | Arnold Nöldeke                           | Vereinigte Liberale     | 1907–1931                                  | ab 1919 DDP                                                                                                |
|                                     | Gustav Eduard Nolte                      |                         | 1859–1862, 1868–1870                       | |
|                                     | Gustav Eduard Nolte                      | Fraktion der Rechten    | 1886–1898                                  | |
|                                     | Adolph Oberdörffer                       |                         | 1859–1862                                  | Schriftführer 1861, 1862                                                                                   |
|                                     | Ernst Alfred O’Swald                     | Fraktion der Rechten    | 1898–1908                                  | |
| William Henry O’Swald               | William Henry O’Swald                    |                         | 1866–1869                                  | |
|                                     | Friedrich Paeplow                        | SPD-Fraktion            | 1904–1931                                  | |
| Otto Patow                          | Otto Patow                               | Fraktion der Rechten    | 1895–1919                                  | ab 1918 NLP                                                                                                |
|                                     | Heinrich Carl Christian Pego             |                         | 1859–1867                                  | |
|                                     | Wilhelm Peltzer                          |                         | 1859–1862                                  | |
|                                     | Joachim Peter Perlin                     |                         | 1859–1863                                  | |
| Hermann Otto Persiehl               | Hermann Otto Persiehl                    |                         | 1895–1919                                  | |
| Carl Wilhelm Petersen               | Carl Wilhelm Petersen                    | Fraktion der Rechten    | 1899–1919                                  | ab 1906 Vereinigte Liberale                                                                                |
|                                     | Christian Wilhelm Petersen               |                         | 1859–1865                                  | |
| Friedrich Philippi                  | Friedrich Philippi                       | Vereinigte Liberale     | 1907–1912                                  | |
| Ludovicus Piglhein                  | Ludovicus Piglhein                       |                         | 1862                                       | |
|                                     | Johann Heinrich Christian Pinkepank      | Fraktion der Linken     | 1883–1889                                  | |
|                                     | Johann Friedrich Conrad Plambeck         |                         | 1859–1865                                  | |
|                                     | Curt Platen                              | Vereinigte Liberale     | 1910–1919                                  | |
|                                     | August Plath                             |                         | 1859–1867                                  | |
| Hermann Poelchau                    | Hermann Poelchau                         |                         | 1859–1862                                  | |
| Warner Poelchau                     | Warner Poelchau                          |                         | 1902–1910                                  | |
|                                     | Gustav Pohl                              | Fraktion Linkes Zentrum | 1871–1883                                  | |
|                                     | Hermann Popert                           | Vereinigte Liberale     | 1907–1910                                  | |
|                                     | Friedrich Poppenhusen                    |                         | 1910–1917                                  | |
|                                     | Friedrich Raab                           |                         | 1897–1903                                  | |
|                                     | Adalbert Rambach                         |                         | 1859–1871                                  | |
|                                     | Gottlieb Rambatz                         | Fraktion Linkes Zentrum | 1898–1919                                  | 1918 NLP                                                                                                   |
|                                     | Johann Gottlieb Rambatz                  |                         | 1861–1865                                  | |
|                                     | Heinrich Friedrich Christoph Rampendahl  | Fraktion Linkes Zentrum | 1886–1891                                  | |
| Theodor Rapp                        | Carl Friedrich Theodor Rapp              |                         | 1874–1879                                  | |
| Anton Rée                           | Anton Rée                                |                         | 1859–1871                                  | |
| Carl Refardt                        | Carl Refardt                             |                         | 1859–1871                                  | |
| Johann Refardt                      | Johann Refardt                           | Fraktion der Rechten    | 1872–1892                                  | |
| Julius Reincke                      | Julius Reincke                           | Fraktion der Rechten    | 1872–1891                                  | |
|                                     | Carl Heinrich Remé                       |                         | 1869–1872                                  | |
|                                     | Wilhelm Remé                             | Fraktion Linkes Zentrum | 1891–1895                                  | |
|                                     | Georg Repsold                            |                         | 1859–1870                                  | |
| Oscar Repsold                       | Oscar Repsold                            |                         | 1874–1912                                  | |
|                                     | Georg Wilhelm Reye                       |                         | 1859–1880                                  | |
|                                     | Gustav Reinhold Richter                  | Fraktion der Linken     | 1859–1901                                  | Bürgerausschuss 1861–1866                                                                                  |
| Gabriel Riesser                     | Gabriel Riesser                          |                         | 1859–1863                                  | |
| Hermann Robinow                     | Hermann Robinow                          | Fraktion der Rechten    | 1895–1907                                  | |
|                                     | Siegmund Robinow                         |                         | 1859–1867                                  | |
|                                     | Anton Rodatz                             | Fraktion der Linken     | 1904–1914                                  | |
|                                     | Johann Heinrich Rodatz                   |                         | 1859–1862                                  | |
|                                     | Peter Anton Rodatz                       |                         | 1859–1863, 1864–1865                       | |
| Friedrich Rode                      | Friedrich Rode                           | Fraktion der Rechten    | 1895–1919                                  | ab 1916 NLP                                                                                                |
| Rudolph Roosen                      | Rudolph Roosen                           |                         | 1877–1890                                  | |
|                                     | Eduard Heinrich Roscher                  | Fraktion der Rechten    | 1871–1880, 1883–1888                       | |
|                                     | Daniel Roß                               |                         | 1874–1880                                  | |
|                                     | Edgar Daniel Roß                         |                         | 1859–1874                                  | |
|                                     | Conrad Rücker                            |                         | 1862, 1865–1868                            | |
|                                     | Friedrich Gustav Ruhle                   |                         | 1866–1878                                  | |
|                                     | Theodor Rumpel                           | Fraktion der Rechten    | 1901–1919                                  | ab 1918 NLP                                                                                                |
|                                     | Paul Sachse                              | Fraktion der Rechten    | 1908–1914                                  | |
| Heinrich Christian Sander           | Heinrich Christian Sander                | Fraktion der Rechten    | 1902–1904                                  | |
|                                     | Julius Sandtmann                         | Fraktion der Linken     | 1877–1880                                  | |
|                                     | Wilhelm Schack                           | Deutschsoziale Partei   | 1899–1907                                  | |
|                                     | Ernst Schiele                            | Fraktion der Rechten    | 1911–1921                                  | 1918 NLP, ab 1919 DVP                                                                                      |
| Max von Schinckel                   | Max von Schinckel                        |                         | 1880–1886                                  | |
|                                     | Karl Heinrich Schleiden                  |                         | 1859–1865                                  | |
|                                     | Julius David Schlüter                    |                         | 1862–1865                                  | |
| Martin Thorsen Schmidt              | Martin Thorsen Schmidt                   |                         | 1859–1865                                  | |
|                                     | Johann Georg Schmilinsky                 |                         | 1859–1860                                  | |
|                                     | Julius Alexander Schnars                 |                         | 1859–1860                                  | |
|                                     | Franz Albert Schneider                   |                         | 1859–1862                                  | |
|                                     | Alexander Schön                          | Fraktion der Rechten    | 1909–1919                                  | Präsident 1912–1919                                                                                        |
|                                     | August Joseph Schön                      |                         | 1859–1864                                  | |
|                                     | Max Schramm                              | Fraktion der Rechten    | 1904–1912                                  | |
|                                     | Carl August Schröder                     |                         | 1859–1861                                  | |
| Carl August Schröder                | Carl August Schröder                     |                         | 1886–1899                                  | |
|                                     | Octavio Schroeder                        |                         | 1868–1869                                  | |
| Johannes Semler                     | Johannes Semler                          | Fraktion Linkes Zentrum | 1889–1907                                  | |
| Heinrich Matthias Sengelmann        | Heinrich Matthias Sengelmann             |                         | 1874–1875                                  | |
| Edmund Siemers                      | Edmund Siemers                           |                         | 1892–1918                                  | |
| Georg Theodor Siemssen              | Georg Theodor Siemssen                   |                         | 1862–1873                                  | |
| Adolph Sierich                      | Adolph Sierich                           |                         | 1871–1876                                  | |
| Ernst Friedrich Sieveking           | Ernst Friedrich Sieveking                |                         | 1874–1877                                  | |
| Georg Friedrich Sieveking           | Georg Herman Sieveking                   | Fraktion der Rechten    | 1915–1927                                  | ab 1919 DVP                                                                                                |
|                                     | Carl Sillem                              |                         | 1859–1862                                  | |
| Robert Miles Sloman                 | Robert Miles Sloman                      |                         | 1859–1861                                  | |
|                                     | Robert Miles Sloman                      | Fraktion der Rechten    | 1864–1889                                  | |
| Johann Christian Söhle              | Johann Christian Söhle                   |                         | 1860–1868                                  | |
|                                     | Martin Söhle                             |                         | 1877–1880                                  | |
|                                     | Johann Stahmer                           |                         | 1859–1865, 1868–1875                       | |
|                                     | Franz Georg Stammann                     |                         | 1859–1871                                  | Bürgerausschuss 1859–1871                                                                                  |
|                                     | Johann Heinrich Steinthal                |                         | 1862–1865, 1885–1892                       | |
|                                     | Gustav Stengele                          | SPD-Fraktion            | 1907–1913                                  | |
| Friedrich Sthamer                   | Friedrich Sthamer                        |                         | 1901–1904                                  | |
| Otto Stolten                        | Otto Stolten                             | SPD-Fraktion            | 1901–1919                                  | |
|                                     | Adolf Strack                             | Fraktion der Rechten    | 1889–1907                                  | |
|                                     | Justus Strandes                          | Fraktion der Rechten    | 1910–1911                                  | |
|                                     | Hermann Strasosky                        | Fraktion der Rechten    | 1902–1904                                  | |
|                                     | Heinrich Stubbe                          | SPD-Fraktion            | 1904–1919                                  | |
| Peter Stubmann                      | Peter Stubmann                           | Fraktion der Rechten    | 1913–1918                                  | ab 1916 NLP                                                                                                |
|                                     | Carl Alexander Stuhlmann                 |                         | 1859–1865                                  | Schriftführer 1859, 1861                                                                                   |
| Nicolas Stürken                     | Nicolas Stürken                          |                         | 1859–1862                                  | |
|                                     | Alfred C. Stürken                        | Fraktion der Rechten    | 1907–1912                                  | |
|                                     | August Sutor                             |                         | 1859–1865                                  | |
|                                     | Gustav Theodor Tesdorpf                  | Fraktion der Rechten    | 1892–1919                                  | |
| Gustav Wilhelm Tietgens             | Gustav Wilhelm Tietgens                  | Fraktion der Rechten    | 1886–1895                                  | |
| Heinrich Adolph Tietgens            | Heinrich Adolph Tietgens                 |                         | 1877–1886                                  | |
|                                     | Theodor Tilemann                         | Fraktion Linkes Zentrum | 1862–1897                                  | |
|                                     | Christian Justus Friedrich Traun         |                         | 1860–1865                                  | |
| Heinrich Traun                      | Heinrich Traun                           |                         | 1873–1877                                  | |
|                                     | Johann Georg Trautmann                   |                         | 1860–1864                                  | |
| Oscar Troplowitz                    | Oscar Troplowitz                         | Fraktion Linkes Zentrum | 1904–1910                                  | |
|                                     | Georg Ludwig Ulex                        |                         | 1859–1860, 1862–1874                       | |
|                                     | Ernst August Otto Versmann               |                         | 1859–1865, 1871–1889                       | Bürgerausschuss 1871–1889                                                                                  |
| Johannes Versmann                   | Johannes Versmann                        |                         | 1859–1861                                  | Präsident 1859–1861                                                                                        |
| Ernst Gottfried Vivié               | Ernst Gottfried Vivié                    | Fraktion der Linken     | 1859–1893                                  | 2. Vizepräsident 1882–1890                                                                                 |
| Carl August Voller                  | Carl August Voller                       | Fraktion der Rechten    | 1907–1913                                  | |
|                                     | Daniel Wamosy                            |                         | 1859–1860                                  | |
| Max Warburg                         | Max Warburg                              | Fraktion der Rechten    | 1904–1919                                  | |
| Paul Moritz Warburg                 | Paul Moritz Warburg                      | Fraktion der Rechten    | 1900–1902                                  | |
|                                     | Johann Conrad Warnecke                   |                         | 1859–1871, 1878–1883                       | |
| Hermann Anthony Cornelius Weber     | Hermann Anthony Cornelius Weber          |                         | 1859–1860                                  | |
|                                     | Paul Weinheber                           | SPD-Fraktion            | 1907–1919                                  | |
|                                     | Bernhard Wencke                          |                         | 1862–1865, 1874–1876                       | |
|                                     | Friedrich Wencke                         |                         | 1871–1872, 1876–1879                       | |
|                                     | Wilhelm Johannes Wentzel                 | Fraktion der Rechten    | 1895–1913                                  | ab 1906 Vereinigte Liberale                                                                                |
|                                     | Carl Wilhelm Ludwig Westphal             |                         | 1860–1862, 1863–1867, 1871–1872, 1874–1900 | |
|                                     | Eduard Wilhelm Westphal                  | Fraktion der Rechten    | 1901–1913                                  | |
| Otto Eduard Westphal                | Otto Eduard Westphal                     | Fraktion der Rechten    | 1892–1900                                  | |
| Adolphus Lehnert Wex                | Adolphus Lehnert Wex                     | Fraktion der Linken     | 1896–1918                                  | ab 1906 Vereinigte Liberale                                                                                |
|                                     | Ludwig Wiesinger                         | Fraktion der Linken     | 1910–1917                                  | |
|                                     | Carl Heinrich Willink                    |                         | 1859–1871                                  | |
| August Winnig                       | August Winnig                            | SPD-Fraktion            | 1913–1919                                  | |
|                                     | Johann Witt                              | Fraktion der Rechten    | 1874–1879 und 1883–1889                    | |
|                                     | Claus Hinrich Witten                     |                         | 1859–1862                                  | |
| Adolph Woermann                     | Adolph Woermann                          | Fraktion der Rechten    | 1880–1904                                  | |
| Carl Woermann                       | Carl Woermann                            |                         | 1859–1868                                  | |
| Albert Wolffson                     | Albert Wolffson                          | Fraktion der Rechten    | 1880–1910                                  | nach 1906 Fraktionslos                                                                                     |
| Isaac Wolffson                      | Isaac Wolffson                           | Fraktion der Rechten    | 1859–1889                                  | Präsident 1861–1863                                                                                        |
|                                     | Carl August Wulff                        |                         | 1859–1868                                  | |
| Adolf Nicolaus Zacharias            | Adolf Nicolaus Zacharias                 | Fraktion der Rechten    | 1895–1906                                  | |